# Halkedon
Koordinati:  40°59′N, 29°01′E
Halkedon (grško Χαλκηδών, latinizirano: Halkedon) je bilo starodavno pomorsko mesto Bitinije v Mali Aziji. Nahajalo se je skoraj nasproti Bizanca, južno od Skutarja (sodobni Üsküdar), danes pa je okrožje mesta Carigrad z imenom Kadıköy. Ime Halkedon najdemo na vseh mestnih kovancih, pa tudi v rokopisih Herodotove Zgodovine, Ksenofontnove Hellenica, Arijanove Anabasis in drugih del. Danes v Kadıköyu, razen stolpa, skorajda ni več nadzemnih ostankov starodavnega mesta; predmeti, odkriti v Altıyolu in drugih najdiščih, so na ogled v Carigrajskem arheološkem muzeju.
Najdišče Halkedon leži na majhnem polotoku na severni obali Marmarskega morja, blizu ustja Bosporja. V zaliv Fenerbahçe teče potok, ki se je v antiki imenoval Halkida ali Halkedon  in je danes znan kot Kurbağalıdere (turško: potok z žabami). Tam so grški kolonisti iz Megare v Atiki ustanovili naselje Halkedon leta 685 pred našim štetjem, približno sedemnajst let pred Bizancem.
Grško ime starodavnega mesta izvira iz feničanskega imena qart-ħadaʃt, kar pomeni 'Novo mesto', od koder Karkhēd (ōn) [3], podobno kot je ime Kartagina. Mineral kalcedon je dobil ime po mestu. 

## Prazgodovina
Nasip Fikirtepe je dal ostanke iz obdobja halkolitika (5500–3500 pr. n. št.) in potrjuje neprekinjeno naseljevanje že v prazgodovini. Feničani so bili dejavni trgovci na tem področju.
Plinij starejši navaja, da je bil Halkedon najprej poimenovan Procerastis, ime, ki ga lahko izpeljemo iz neke kopenske točke v njegovi bližini: potem so ga poimenovali Colpusa, verjetno iz pristanišča in na koncu Caecorum Oppidum ali mesto slepih.

## Megarska kolonija
Halkedon je nastal kot megarska kolonija leta 685 pr. n. št. Kolonisti iz Megare so se naselili na mestu, ki je bilo v antiki vidno očitno slabše od tistega, ki je bilo vidno na nasprotni obali Bosporja (z majhnima naseljema Lygos in Semistra na točki Seraglio (sodobni Sarajburnu)), da je perzijski general Megabazus iz 6. stoletja pred našim štetjem domnevno pripomnil, da so bili ustanovitelji Halkedona verjetno slepi. Strabon in Plinij pravzaprav pripovedujeta, da je Apolonov orakelj rekel Atenčanom in Megarčanom, ki so ustanovili Bizanc leta 657 pr. n. št., naj zgradijo svoje mesto 'nasproti slepemu' in da sta 'slepega' razlagala tako, da pomeni Halkedon, 'mesto slepih.
Kljub temu je v Halkedonu uspevala trgovina; mesto se je razcvetelo in zgradilo veliko templjev, med njimi tudi Apolonovega, ki je imel preročišče. Halkedonija, od Halkidona odvisno ozemlje , se je raztezalo ob anatolski obali Bosporja vsaj do templja Zevsa Urija, ki je danes grad Joros in je morda vključevala severno obalo Astaškega zaliva, ki se razteza proti Nikomediji. Pomembne vasi v Halkedoniji so bile Chrysopolis  (sodobni Üsküdar) in Panteicheion (Pendik, danes okrožje Carigrada). Strabon ugotavlja, da »malo nad morjem« v Halkedoniji leži »vodnjak Azaritia, v katerem so majhni krokodili«.
V svoji zgodnji zgodovini je Halkedon delil srečo z Bizancem. Kasneje ga je zajel perzijski satrap Otanes iz 6. stoletja pred našim štetjem. Mesto je dolgo nihalo med špartanskim in atenskim interesom. Pontonski most iz čolnov Dareja Velikega, zgrajen leta 512 pred našim štetjem za njegov skitski pohod, se je raztezal od Halkedonije do Trakije. Halkedon je bil del kraljestva Bitinija, katerega kralj Nikomed je Rimljanom zaželel Bitinijo po njegovi smrti leta 74 pr. n. št.

## Rimsko mesto
Mesto je delno uničil Mitridat VI. Pontski. Guverner Bitinije Cotta, je skupaj s tisoči Rimljanov zaradi varnosti pobegnil v Halkedon. Tri tisoč jih je bilo ubitih, šestdeset ladij ujetih in štiri ladje uničene v Mitridatovem napadu na mesto.
V obdobju cesarstva je Halkedon okreval in dobil status prostega mesta. Padel je pod ponavljajočimi se napadi barbarskih hord, ki so ga prestopile po opustošenju Bizanca, vključno s Skiti, ki so ga napadli v času vladavine Valerijana in Galijena sredi 3. stoletja.

## Bizantinsko in osmansko naselje
Mesto Halkedon je nekoliko prizadela bližina nove cesarske prestolnice Konstantinopel. Najprej so ga Bizantinci, kasneje pa tudi Turki uporabljali kot kamnolom za gradnjo monumentalnih objektov v Konstantinoplu. Tudi Halkedon je večkrat napadla vojska, ki je z vzhoda napadala Konstantinopel.
Leta 361 našega štetja je bilo na tem mestu Halkedonsko razsodišče, kjer je Julijan Odpadnik na sojenje postavil svoje sovražnike.
Leta 451 našega štetja je bil tu sklican ekumenski koncil krščanskih voditeljev. Glej spodaj  Kalcedonski koncil.
General Belizar je leta upokojitve verjetno preživel na svojem posestvu Rufinianae v Halkedoniji.
Od leta 616 in vsaj še desetletje zatem, je Halkedon Perzijcem zagotavljal taborišče pod vodstvom Kozrava II. (prim. Obleganje Konstantinopla (626)). Kasneje je za nekaj časa padel še pod Arabce pod Jezidom I. (prim. Obleganje Konstantinopla (674-678)).
Halkedon je bil močno poškodovan med četrtim križarskim pohodom (1204). Pod osmansko oblastjo je dokončno prišel pod vodstvom Orhana stoletje pred osmansko osvojitvijo Konstantinopla.

## Cerkvena zgodovina
Halkedon je bil že zgodaj škofovski sedež in z njim  je povezanih več krščanskih mučenikov:
- Devica Sveta Evfemija in njeni spremljevalci v začetku 4. stoletja; posvečena ji je bila stolnica v Halkedonu.
- Perzijski sveti Sabel in njegovi tovariši.

Na njem so bili različni cerkveni koncili. Četrti ekumenski koncil, znan kot Halkedonski koncil, je bil sklican leta 451 in je opredelil človeško in božansko naravo Jezusa, kar je povzročilo razkol med cerkvami, ki so sestavljale orientalsko pravoslavje.
Po koncilu je Halkedon postal metropolitanski sedež, vendar brez sufraganov. Obstaja Le Quienov seznam njegovih škofov , ki ga je dopolnil Anthimus Alexoudes , za zgodnje obdobje revidiral Pargoire . Med drugimi so:
- sveti Adrian, mučenik;
- sv. Janez, sv. Kuzma in Nikite, v času ikonoklastike;
- Maris, arijan;
- Heraklian, ki je pisal proti manihejcem in monofizitom;
- Lev, ki ga je preganjal Aleksej I. Komnen.

### Grško in katoliško nasledstvo
Grški pravoslavni metropolit Halkedona ima višji čin (trenutno tretji položaj) v grško-pravoslavni patriarhalni sinodi v Carigradu. Dosedanji predsednik je metropolit Athanasios Papas. Stolnica je sv. Evfemija.
Po velikem razkolu je Rimskokatoliška cerkev ohranila Kalcedon kot naslovno stolnico z nadškofijskim činom, z znanimi voditelji od leta 1356. Med naslovnimi škofi, imenovanimi na tem sedežu, sta bila William Bishop (1623–1624) in Richard Smith (1624–1632 ), ki sta bila imenovana za apostolska vikarja za pastoralo katoličanov v Angliji v času, ko ta država ni imela katoliških škofijskih škofov. Takšna imenovanja so prenehala po drugem vatikanskem koncilu, naslovni sedež pa ni bil dodeljen od leta 1967.
Halkedon je bil tudi naslovna nadškofija za dve vzhodno-katoliški cerkvi:
- Sirsko (antiohijski obred, ustanovljen leta 1922; prazna od 1958)
- Armensko (Armenski obred, ustanovljen leta 1951, po dveh veljakih, zatrta leta 1956)

## Pomembni ljudje
- Evfemija (3. stoletje n. št.), krščanski svetnik in mučenik, zavetnik Halkedona
- Boet (2. stoletje pr. n. št.), grški kipar
- Herofil (2. stoletje pr. n. št.), grški zdravnik
- Falej Halkedonski (4. stoletje pr. n. št.), grški državnik
- Trasimah (5. stoletje pr. n. št.), grški sofist
- Ksenokrat (4. stoletje pr. n. pt.), grški filozof